# 涙の太陽
「涙の太陽」（なみだのたいよう、Crying in a Storm）は、1965年4月20日に発売されたエミー・ジャクソンのデビュー曲である。彼女の代表曲となり、多くの歌手にカバーされた。

## 概要
エミーは当時横浜のアメリカンスクールに在学し、ラジオ関東の番組をアシスタントを行う傍ら、湯川れい子に見出され、日本コロムビアの「CBS」レーベルからデビューした初号アーティストで知られる。
1965年（昭和40年）当時、日本コロムビアは米国コロムビア（現：米国ソニー・ミュージックエンタテインメント）と提携していたが、洋楽部門「CBS」の売れ行きが芳しくなく、てこ入れを行うためにブルーコメッツの楽曲「青い瞳」と共に企画・制作されたといわれている。また、この当時の日本のレコード業界は依然として作詞・作曲家は専属契約制をとっており、フリーの作家は思いのほかリリースすることができず、「洋楽」扱いとして発売したという説もある。作詞は湯川が担当したが、クレジットはR.H.Rivers（「湯川」を「ホット・リバース」に直訳した「レイコ・ホット・リバース」の略）となっている。尤も、この楽曲が英語詞での発売となったのは、先述の通りこの当時のレコード会社に依然として根強く残る古い体質の影響だったといわれる。ブルーコメッツの「青い瞳」同様「せっかく洋楽レーベルから出すのに、なぜ日本語による歌詞で出すのか」というレコード会社からの疑義があり、英語詞に置き換えたという理由である。一方、作曲は中島安敏が手掛けた。
バック演奏は架空の（この曲とエミーの次のシングル「夢みるマイ・ボーイ」だけで使われている実体のない）バンドであるスマッシュメンが担当し、コーラスはフィリピンのグループが担当した。
発売当初のシングル盤の価格は洋楽扱いだったため、370円と割高だった（当時の邦楽は330円。1ドルが360円の時代だったので、全体的に輸入盤が割高だった）が、ラジオでのプロモーションがよかったため、70万枚を売り上げる大ヒットとなった。

## 収録曲
※ 両曲共に作詞：R. H. Rivers（湯川れい子）、作曲・編曲：中島安敏
1. 涙の太陽 (Crying in a Storm)
2. とどかぬ想い (Suddenly I'm Alone)

## 青山ミチ盤 (1965年)
1965年5月25日に発売され、エミー・ジャクソンと競作になった。

### 収録曲
1. 涙の太陽 (2分39秒)
日本語詞：湯川れい子、作曲・編曲：中島安敏
2. あこがれはいつも心に (3分38秒)
日本語詞：安井かずみ、作曲：P.Ciampi-G.Monaldi、編曲：中島安敏
※ジリオラ・チンクェッティの『Ho bisogno di vederti』の日本語カバー。

## 安西マリア盤 (1973年)
安西マリアの1973年のシングル。青山ミチが歌唱した日本語詞でカバーし、オリコン最高位16位、12.8万枚（資料によっては50万枚）のヒットになった。

### 収録曲
- 両楽曲共に、編曲：川口真

1. 涙の太陽 (2分47秒)
日本語詞：湯川れい子、作曲：中島安敏
2. 砂に消えた涙 (2分24秒)
日本語詞：蓮健児、作曲：Piero Soffici
※ミーナ・マッツィーニのカバー。

## サンディー&ザ・サンセッツ盤 (1989年)
サンディー&ザ・サンセッツの1989年のシングル。歌詞の内容はエミー・ジャクソン歌唱且つ、本来の英語版に準拠している。

### 収録曲
1. 涙の太陽
編曲：大村憲司
日本たばこ産業「エピック・メンソール」CF曲。
2. CIPHER (Maybe Live Version)
作詞：SANDII、作曲：久保田麻琴、編曲：久保田麻琴

## 田中美奈子盤 (1989年)
田中美奈子の1989年発売されたデビューシングル。キャッチフレーズは「89´夏、瞳美人衝撃デビュー！」

### 収録曲
1. 涙の太陽
編曲：関根安里
2. Virgin Eyes
作詞：芹沢類、作曲・編曲：関根安里

## メロン記念日盤 (2004年)
メロン記念日の12thシングル。2004年6月9日に発売された。

### 収録曲
全編曲：鈴木Daichi秀行
1. 涙の太陽
カネボウ「アリィー」CF曲。
2. さあ、早速盛り上げて 行こか〜!!
作詞・作曲：つんく

## その他カバー
収録作品は初出のもののみ記載する。
- 研ナオコ - 1973年、アルバム『女ごころ』。
- エンジェルス - 1989年、アルバム『東京天使』。
- Mi-Ke - 1991年、アルバム「懐かしのブルーライトヨコハマ ヨコスカ」英語版のカバー。
- 渚ようこ - 1996年、2ndミニアルバム『涙の太陽／アルバム第二集』。
- TAK MATSUMOTO（B'z） - 2003年、アルバム『THE HIT PARADE』。フィーチャリングボーカリストは愛内里菜、編曲は松本と徳永暁人。
- 渡辺美里 - 2005年、アルバム『うたの木 seasons “夏”』。
- テレサ・テン - 日本デビュー前（台湾時代）に中国語でカバー。
- 川本真琴 - 2005年、カネボウ化粧品「アリィー」CF曲。未CD化。
- リタ・チャオ - 1968年、香港で発売。
- 西田あい - 2015年、アルバム『あいの唄 〜Love Songs〜』。
- 香西咲 - 2015年、シングル『涙の太陽』。